# 岡田和行
岡田 和行（おかだ かずゆき、1954年8月 - ）は、日本の文学者。専門は、モンゴル近現代文学。東京外国語大学名誉教授。

## 略歴
- 1979年3月 東京外国語大学外国語学部モンゴル語学科卒業
- 1981年3月 東京外国語大学大学院外国語学研究科アジア第一言語専攻修士課程修了
- 1981年4月 東京外国語大学外国語学部 助手
- 1986年4月 同 講師
- 1996年4月 同 助教授
- 2002年4月 同 教授
- 2009年4月 東京外国語大学総合国際学研究院 教授（言語文化部門・文化研究系・大学院重点化に伴う配置換え）
- 2016年11月 モンゴル国北極星勲章を受賞
- 2019年3月 東京外国語大学を定年退職

## 編著書
- 「D.ナツァグドルジの1932年の投獄をめぐって」『事業之路　同仁之情―蒙古学学者蓮見治雄教授退官紀念文集』、内蒙古文化出版社、226-241頁、海拉爾、2004年
- 『モンゴル文学への誘い』（芝山豊と共編）、明石書店、356頁、2003年

| スタブアイコン | サブスタブ | この項目は、まだ閲覧者の調べものの参照としては役立たない、人物に関連した書きかけの項目です。この項目を加筆・訂正などしてくださる協力者を求めています（P:人物伝/PJ:人物伝）。 |